# David von Münzenberg
David (ben Kalonimos) von Münzenberg (auch: Dawid ben Qalonimos) (geb. im 12. Jahrhundert [vermutlich in Speyer]; gest. nach 1223) war ein jüdischer Gelehrter des 13. Jahrhunderts.

## Herkunft und Familie
David stammte aus der Familie der Kalonymiden, die eine reiche Tradition an bekannten Gelehrten aufweist. Er war der Sohn von Qalonymus ben Me’ir, Bankier von Kaiser Friedrich I. (Barbarossa). David war der Bruder von Jehuda ben Qalonymus ben Meir meSpeyer (gest. vor 1200) und Me’ir ben Qalonymus, beide Mitglieder des Dreierkollegiums des jüdischen Gerichts in Speyer. Wie sein Vater pflegte David Verbindungen in die höchsten Kreise des Deutschen Reiches. Noch vor der Wende zum 13. Jahrhundert siedelte er nach Münzenberg in der Wetterau über. Die Burg Münzenberg war damals im Besitz von Kuno I. von Münzenberg, einem mächtigen, ebenfalls königsnahen Reichsministerialen. In Münzenberg gab es seit spätestens 1188 eine jüdische Gemeinde, Juden, die nach Ausschreitungen in Mainz hierher geflohen waren. Der Kontakt von David zu den mittelrheinischen jüdischen Gemeinden war eng.

## Wirken
David von Münzenberg tauschte Responsen mit Gelehrten der mittelrheinischen jüdischen Gemeinden aus und nahm an den Versammlungen der Gemeinden der SchUM-Städte 1220 und 1223 teil. Die Versammlungen schufen die erste Fassung der Taqqanot Qehillot Šum, einer gemeinsamen Rechtssammlung der jüdischen Gemeinden von Speyer, Worms und Mainz. David von Münzenberg wird in dem Werk mehrfach erwähnt. Eine dort inkorporierte Taqqanah zur Leviratsehe, deren Vermeidung und damit verbundene Fragen des Erb- und Güterrechts, stammt von ihm. Ein Briefwechsel, den er mit Baruch ben Samuel (gest. 25. April 1221, auch Baruch von Mainz) führte, behandelt eheliches Güterrecht für den Fall, dass die Frau kurz nach der Hochzeit stirbt. Die entsprechende Vorschrift, die allerdings von Jakob ben Meir Tam (Rabbenu Tam) aus Frankreich stammte, floss, angepasst an die rheinischen Verhältnisse, in die Taqqanot Qehillot Šum ein.

## Rezeption
Das Wirken von David von Münzenberg wurde von der Nachwelt als so bedeutend wahrgenommen, dass eine Versammlung der Jüdischen Gemeinde Worms, die 1307 die Taqqanot Qehillot Šum bestätigte, das mit den Worten einleitete: 
„Dies sind die Rechtssatzungen, die in den Tagen unseres Meisters David von Münzenberg, das Andenken des Gerechten sei zum Segen, festgesetzt wurden […].“